# Песьяное (Шадринский район)
Песьяное — деревня в Шадринском районе Курганской области России. Входит в состав Зеленоборского сельсовета.

## География
Деревня находится на северо-западе Курганской области, в пределах юго-западной части Западно-Сибирской равнины, в лесостепной зоне, на восточном берегу озера Песьяного, на расстоянии примерно 32 километров (по прямой) к северо-востоку от города Шадринска, административного центра района. Абсолютная высота — 145 метров над уровнем моря.

### Климат
Климат характеризуется как резко континентальный, с холодной продолжительной малоснежной зимой и тёплым сухим летом. Средняя температура воздуха самого холодного месяца (января) составляет −18 °C (абсолютный минимум — −50 °С); самого тёплого месяца (июля) — 18 °C (абсолютный максимум — 41 °С). Безморозный период длится 192—196 дней. Годовое количество атмосферных осадков — 320—470 мм, из которых большая часть выпадает в тёплый период. Продолжительность периода с устойчивым снежным покровом равна 150—160 дням.

## История
До 1917 года в составе Водениковской волости Шадринского уезда Пермской губернии. По данным на 1926 год состояла из 121 хозяйства. В административном отношении являлась центром Песьянского сельсовета Ольховского района Шадринского округа Уральской области.

## Население
| 1989 | 2002 | 2010 |
| ---- | ---- | ---- |
| 128  | ↘62  | ↘58  |

По данным переписи 1926 года в деревне проживало 638 человек (294 мужчины и 344 женщины), в том числе: русские составляли 100 % населения.

### Гендерный состав
По данным Всероссийской переписи населения 2010 года в гендерной структуре населения мужчины составляли 48,3 %, женщины — соответственно 51,7 %.

### Национальный состав
Согласно результатам Всероссийской переписи населения 2002 года, в национальной структуре населения русские составляли 89 %.